# Соматостатин
Соматостати́н — гормон дельта-клеток островков Лангерганса поджелудочной железы, а также один из гормонов гипоталамуса. По химическому строению является пептидным гормоном.

## Структура

Химическая структура соматостатина

Соматостатин существует в двух биологически активных формах, происходящих от одного предшественника и различающихся длиной N-конца: SST-14 (14 аминокислот: AGCKNFFWKTFTSC, между остатками цистеина дисульфидная связь) и SST-28 (28 аминокислот). Помимо соматостатинов, близкородственные пептиды кортистатин (PCKNFFWKTFSSCK), триттен (13 N-конечных аминокислот SST-28) и уротензин II (ETPDCFWKYCV) также принимают участие в регуляции соматостатинэргической системы.

## Функция
Соматостатин подавляет секрецию гипоталамусом соматотропин-рилизинг-гормона и секрецию передней долей гипофиза соматотропного гормона и тиреотропного гормона.
Кроме того, он подавляет также секрецию различных гормонально активных пептидов и серотонина, продуцируемых в желудке, кишечнике, печени и поджелудочной железе. В частности, он понижает секрецию инсулина, глюкагона, гастрина, холецистокинина, вазоактивного интестинального пептида, инсулиноподобного фактора роста-1.
Функцию соматостатина опосредуют по меньшей мере 6 различных подтипов рецепторов (sst1, sst2A, sst2B, sst3, sst4, sst5), относящихся к семейству G-белок-сопряжённых рецепторов с 7 трансмембранными доменами. Эти рецепторы, за исключением sst2, кодируются разными генами, в то время как sst2A и sst2B являются сплайсинг-вариантами одного и того же гена. Соматостатиновые рецепторы подразделяются на две группы — SRIF1 (sst2, sst3, sst5) и SRIF2 (sst1, sst4) — на основании связывания с классическими октапептидными и гексапептидными аналогами соматостатина (октреотид, лантреотид, сеглитид, вапреотид): с ними легко связываются SRIF1-, но не SRIF2-рецепторы. Конкретные данные о функции тех или иных подтипов соматостатиновых рецепторов весьма противоречивы.

## Терапевтический потенциал
Наиболее распространено фармакологическое воздействие на соматостатинэргическую систему в связи с ингибированием выброса гормона роста, что делает данную систему весьма перспективной при лечении опухолевых заболеваний и акромегалии. Вещества, усиливающие выброс соматостатина, могут проявлять свойства когнитивных стимуляторов.

## Коммерческие препараты
Наиболее распространён и известен Октреотид (и его дженерики) — синтетическое производное гормона соматостатина, обладающее сходными с ним фармакологическими эффектами и значительно бо́льшей продолжительностью действия. Подавляет патологически повышенную секрецию гормона роста, пептидных гормонов и серотонина, продуцируемых в гастроэнтеропанкреатической эндокринной системе. Введение октреотида не сопровождается феноменом гиперсекреции гормонов по механизму «отрицательной обратной связи».
В РФ соматостатин производится в форме раствора для инъекций 0,01 % и 0,005 %, а также в форме лиофилизата для приготовления суспензии для внутримышечного введения пролонгированного действия (Октреотид-депо).